# Eptatretus minor
Eptatretus minor är en ryggsträngsdjursart som beskrevs av Bo Fernholm och Hubbs 1981. Eptatretus minor ingår i släktet Eptatretus och familjen pirålar. IUCN kategoriserar arten globalt som otillräckligt studerad. Inga underarter finns listade i Catalogue of Life.